# 魔法陣グルグル (2017年のアニメ)
『魔法陣グルグル』（まほうじんグルグル）は、衛藤ヒロユキによる同名の漫画作品を原作とする日本のテレビアニメ。2017年7月から12月までテレビ東京ほかにて放送された。全24話。アニメシリーズとしては初の深夜帯で放送。
3度目のアニメ化だが前2作の続編ではなく、原作の冒頭からのリメイクとなっている。

## 概要
原作の連載25周年を記念する形でアニメ化された。過去2作とはスタッフ・キャストを一新しており、制作もProduction I.Gに変更された。
本作では原作が既に完結済みであることや全24話構成であるためアニメ第1作・第2作と比べると話がカットされてスピーディーな展開となっており、話の展開が一部異なっている。前作までの存在したナレーションの声優によるツッコミ等はなく、ツッコミ等は原作に準拠して画面下にウインドウによる字幕で表示されるが、原作と比べるとかなりのシーンでカットされている。またアニメ未登場となった人物やアイテムも存在する。アニメ第1作と第2作が最終的に第11巻序盤までのアニメ化であったのに対し、本作では話の展開を一部変更、カットされつつも第11巻序盤以降が初アニメ化された。
第11話までサブタイトルコール時はグルグルの絵だったが、第13話以降各キャラクター達の絵に変わった。第13話では次回予告に普段のドット絵風グラフィック映像に加え次回の映像も付いた。第20話でも次回予告で次回の映像が流れた。
アニメ放送前には『魔法陣グルグル 放送スタート直前SP!!ドミノで魔法陣!完成するまで帰れません!』が放送された。出演者はニケ役の石上静香とククリ役の小原好美、キタキタおやじ役の小西克幸、途中参加の助っ人としてジュジュ役の大地葉が出演し、ナレーションはゴチンコ役の小山力也が務めた。
アニメと連動して原作のリバイバル連載がガンガンONLINEで行われ、アニメの最新話とほぼ同じ範囲の原作が毎週木曜日に1週間限定で公開された。

## 登場人物
- ニケ - 石上静香
- ククリ - 小原好美
- キタキタおやじ（アドバーグ・エルドル） - 小西克幸
- ギップル - 櫻井孝宏
- 魔法オババ（イザベル＝クリスチーナ） - 鈴木れい子
- ウルガ13世 - 斧アツシ
- ルンルン・フェルメール - 大西沙織
- 闇の総裁 - 石田彰
- ザザ・ドルドル - 藤原夏海
- ミグ・ドルドル - 本渡楓
- トマ・パロット - 藤井ゆきよ
- ジュジュ・クー・シュナムル、さっぱり妖精 - 大地葉
- レイド - 岡本信彦
- カヤ - 飛田展男
- ラジニ - 麻生智久
- ゴチンコ - 小山力也
- バド - 相馬康一
- レナ - 恒松あゆみ
- ギリ - 銀河万丈

## スタッフ
- 原作 - 衛藤ヒロユキ[1]
- 企画 - 菊池剛、廣部琢之、森下勝司、山田昇、櫻井優香、榊原光広、沼尻孝、松浦克義
- シリーズディレクター - 博史池畠[1]
- 副監督 - 渡邉徹明[1]
- シリーズ構成 - 奥居久明[1]
- アニメーションコンセプトデザイン - げそいくお
- キャラクターデザイン - 浅野直之[1]
- サブキャラクターデザイン - 山口飛鳥[1]
- モンスターデザイン - 鈴木明日香[1]
- プロップデザイン - 和田夏樹[1]
- 美術監督 - 上原伸一、桐山成代[1]
- 美術設定 - 田村せいき[1]
- 色彩設計 - 上野詠美子[1]
- 撮影監督 - 高橋哲也[1]
- モーショングラフィック - 大城丈宗[1]
- 特殊効果 - 星美弥子[1]
- 2Dワークス - 山崎真紀子[1]
- 編集 - 村上義典[1]
- 音響監督 - 明田川仁[1]
- 音響制作 - マジックカプセル
- 音楽 - TECHNOBOYS PULCRAFT GREEN-FUND[1]
- 音楽制作 - ランティス[1]
- 音楽プロデューサー - 佐藤純之介
- プロデューサー - 田中翔、紅谷佳和、中塚進一、飯塚彩、吉江輝成、新井恵介→木村香織、中東豊和
- アニメーションプロデューサー - 福留俊
- アニメーション制作 - Production I.G[1]
- 製作 - 「魔法陣グルグル」製作委員会[1]

## 主題歌
オープニングテーマ
「Trip Trip Trip」（第1話 - 第7話、第9話 - 第11話、第13話 - 第16話）
作詞 - ぽん / 作曲・編曲 - 小島英也 / 歌 - ORESAMA
第24話では挿入歌として使用。
第6話以降新キャラが登場するたびに登場人物達がキタキタ踊りをする場面で新キャラが増加されていくようになり、第9話以降はザザとミグ、トマが映るシーンがトマとアダムスキーに差し替えられ、サビの部分に効果音が付加されている。また、話が進んで次の島に進んでいくたびに、次話のOP映像最初にある各々の島にピックアップしていく演出（ニケたちが現在いる島を表している）が変化している。
「流星ダンスフロア」（第17話 - 第19話、第21話 - 第23話）
作詞 - ぽん / 作曲 - 小島英也 / 編曲 - 小島英也、TECHNOBOYS PULCRAFT GREEN-FUND / 歌 - ORESAMA

エンディングテーマ
「Round&Round&Round」（第1話、第3話 - 第16話）
作詞・作曲・編曲 - TECHNOBOYS PULCRAFT GREEN-FUND / 歌 - TECHNOBOYS PULCRAFT GREEN-FUND feat.ボンジュール鈴木
「Magical Circle」（第17話 - 第24話）
作詞・作曲・編曲 - TECHNOBOYS PULCRAFT GREEN-FUND / 歌 - TECHNOBOYS PULCRAFT GREEN-FUND feat.中川翔子

挿入歌
「グルグル・ミュージカル」（第16話）
作詞 - 衛藤ヒロユキ / 作曲・編曲 - 石川智久
「伝・説 SILVER LOVE」（第21話、第22話）
作詞 - 衛藤ヒロユキ / 作曲 - 松井洋平 / 編曲 - 松井洋平、石川智久 / 歌 - TECHNOBOYS PULCRAFT GREEN-FUND
「Wind Climbing 〜風にあそばれて〜」（第24話）
作詞・作曲 - 奥井亜紀 / 編曲 - TECHNOBOYS PULCRAFT GREEN-FUND / 歌 - TECHNOBOYS PULCRAFT GREEN-FUND feat.奥井亜紀

## 各話リスト
| 話数   | サブタイトル             | 脚本                | 絵コンテ        | 演出                | 作画監督                                | 放送日         |
| ------ | ------------------------ | ------------------- | --------------- | ------------------- | --------------------------------------- | -------------- |
| 第1章  | 旅立ち！ジミナ村！       | 朝比奈ゆう 奥居久明 | げそいくお      | げそいくお          | 山口飛鳥                                | 2017年 7月12日 |
| 第2章  | 踊れ！キタの町！         | 朝比奈ゆう 奥居久明 | げそいくお      | 渡邉徹明            | 松浦仁美                                | 7月19日        |
| 第3章  | 対決！ノコギリ山！       | 佐藤裕              | さとう陽        | さとう陽            | 清池奈保、中山知世                      | 7月26日        |
| 第4章  | おでかけ！修行ハウス！   | どめし              | 渡邉徹明        | 渡邉徹明            | 杉田まるみ、渡部由紀子                  | 8月2日         |
| 第5章  | 救え！シュギ村！         | どめし              | 博史池畠        | 博史池畠            | 東島久志、鈴木明日香                    | 8月9日         |
| 第6章  | ライバル登場！アッチ村！ | どめし              | 畑博之          | いとがしんたろー    | 山口飛鳥                                | 8月16日        |
| 第7章  | 発見！妖精の村！         | どめし              | 須之内佑典      | 須之内佑典          | 春日広子、大導寺美穂 石田智子           | 8月23日        |
| 第8章  | 再会！ネコジタ谷！       | 佐藤裕              | 博史池畠        | 博史池畠 小村方宏治 | 五反孝幸、渡部由紀子 杉田まるみ         | 8月30日        |
| 第9章  | 神秘！ミグミグ族の遺跡！ | 佐藤裕              | 米林拓          | 米林拓              | 山口飛鳥                                | 9月6日         |
| 第10章 | 攻略！きりなしの塔！     | どめし              | 川崎逸朗        | 伊藤史夫            | 高橋成之、中山知世                      | 9月13日        |
| 第11章 | 弟子入り！コパの森！     | 佐藤裕              | 小村方宏治      | 河原龍太            | 東島久志、小橋弘侑 石田慶二             | 9月20日        |
| 第12章 | 戦え！コパール城！       | どめし              | 博史池畠        | 守泰佑              | 鈴木明日香、春日広子 安西俊之、浪上悠里 | 9月27日        |
| 第13章 | 伝説！イエタ村！         | 佐藤裕              | 渡邉徹明        | 渡邉徹明            | 山口飛鳥                                | 10月4日        |
| 第14章 | 摩訶不思議！アラハビカ！ | 佐藤裕              | 神谷友美        | 渡部周              | 五反孝幸、杉田まるみ                    | 10月11日       |
| 第15章 | 恋せよ！魔境！           | どめし 大東大介     | 横山和基        | 横山和基            | 渡辺愛、高橋成之 小橋弘侑               | 10月18日       |
| 第16章 | 守れ！パンフォスの遺跡！ | 佐藤裕              | 博史池畠        | 博史池畠            | 山口飛鳥                                | 10月25日       |
| 第17章 | 鳴らせ！エルエル村！     | 佐藤裕              | 頂真司          | 黒田晃一郎          | 海谷敏久、関本美穂 佐藤このみ           | 11月1日        |
| 第18章 | 咲け！花の国！           | どめし              | 小村方宏治      | 小村方宏治          | 杉田まるみ、渡辺愛                      | 11月8日        |
| 第19章 | 歌え！バトーハの塔！     | どめし              | 川瀬まさお      | 川瀬まさお          | 鈴木明日香、中山知世                    | 11月15日       |
| 第20章 | 抜け出せ！レフ島！       | 佐藤裕              | 若林信 頂真司   | 守泰佑              | 安西俊之、春日広子                      | 11月22日       |
| 第21章 | 復活！魔王ギリ！         | 佐藤裕              | 渡邉徹明 米林拓 | 渡邉徹明            | 小橋弘侑、東島久志                      | 11月29日       |
| 第22章 | 潜入！ジタリの遺跡！     | 佐藤裕              | 博史池畠        | 五反孝幸            | 五反孝幸、浪上悠里 渡辺愛、杉田まるみ   | 12月6日        |
| 第23章 | 決戦！ギリの城！         | 大東大介            | 満仲勧          | 満仲勧              | 山口飛鳥                                | 12月13日       |
| 第24章 | 発動！恋するハート！     | 佐藤裕              | 博史池畠        | 博史池畠            | 山口飛鳥                                | 12月20日       |

## 放送局
| 放送期間                 | 放送時間                     | 放送局         | 対象地域       | 備考                      |
| ------------------------ | ---------------------------- | -------------- | -------------- | ------------------------- |
| 2017年7月12日 - 12月20日 | 水曜 1:35 - 2:05（火曜深夜） | テレビ東京     | 関東広域圏     |                           |
|                          | 水曜 1:40 - 2:10（火曜深夜） | テレビせとうち | 岡山県・香川県 |                           |
|                          | 水曜 3:05 - 3:35（火曜深夜） | テレビ愛知     | 愛知県         |                           |
| 2017年7月13日 - 12月21日 | 木曜 3:05 - 3:35（水曜深夜） | テレビ大阪     | 大阪府         |                           |
| 2017年7月14日 - 12月22日 | 金曜 2:05 - 2:35（木曜深夜） | テレビ北海道   | 北海道         |                           |
|                          | 金曜 3:30 - 4:00（木曜深夜） | TVQ九州放送    | 福岡県         |                           |
|                          | 金曜 21:00 - 21:30           | AT-X           | 日本全域       | CS放送 / リピート放送あり |

| 配信期間                 | 配信時間        | 配信サイト         |
| ------------------------ | --------------- | ------------------ |
| 2017年7月14日 - 12月22日 | 金曜 22:00 更新 | ひかりTV           |
| 2017年7月22日 - 12月30日 | 土曜 22:00 更新 | dアニメストア      |
|                          | 土曜 23:30 更新 | ニコニコチャンネル |

## 映像ソフト
KADOKAWA/メディアファクトリーブランド発売。
| 巻 | 発売日         | 収録話          | 規格品番   | 規格品番   |
| 巻 | 発売日         | 収録話          | BD         | DVD        |
| -- | -------------- | --------------- | ---------- | ---------- |
| 1  | 2017年10月25日 | 第1話 - 第4話   | ZMXZ-11431 | ZMBZ-11441 |
| 2  | 2017年11月29日 | 第5話 - 第8話   | ZMXZ-11432 | ZMBZ-11442 |
| 3  | 2017年12月22日 | 第9話 - 第12話  | ZMXZ-11433 | ZMBZ-11443 |
| 4  | 2018年1月24日  | 第13話 - 第16話 | ZMXZ-11434 | ZMBZ-11444 |
| 5  | 2018年2月23日  | 第17話 - 第20話 | ZMXZ-11435 | ZMBZ-11445 |
| 6  | 2018年3月28日  | 第21話 - 第24話 | ZMXZ-11436 | ZMBZ-11446 |

## グルグルぷちあにめ劇場
AT-XとひかりTVで本編と併せて放送されている短編アニメ。これはYouTubeの「KADOKAWAanimeチャンネル」においても2週間限定で公開されている。こちらではアニメ本編でカットされた原作の部分等をネタとして展開しており、ギップルが本編に先駆けて初登場している。
監督・演出・脚本は芦名みのる、ぷちキャラクターデザイン・作画監督はたけはらみのる、アニメーション制作はスタジオぷYUKAIが担当。
| 話数                  | サブタイトル                                         | 放送日         |
| --------------------- | ---------------------------------------------------- | -------------- |
| ぼうけんのしょ その1  | おくりもの                                           | 2017年 7月14日 |
| ぼうけんのしょ その2  | アイディアアイディア その2                           | 7月21日        |
| ぼうけんのしょ その3  | グルグルのごくい                                     | 7月28日        |
| ぼうけんのしょ その4  | べんりおいしくなる                                   | 8月4日         |
| ぼうけんのしょ その5  | アイテム                                             | 8月11日        |
| ぼうけんのしょ その6  | まいごゴチンコの苦悩                                 | 8月18日        |
| ぼうけんのしょ その7  | アッチ村へ                                           | 8月25日        |
| ぼうけんのしょ その8  | ねこじただに                                         | 9月1日         |
| ぼうけんのしょ その9  | きりなしミグの不幸                                   | 9月8日         |
| ぼうけんのしょ その10 | コパたいりくへのみちニセモノのとう                   | 9月15日        |
| ぼうけんのしょ その11 | コパールへのみち                                     | 9月22日        |
| ぼうけんのしょ その12 | コパール城オババの食卓                               | 9月29日        |
| ぼうけんのしょ その13 | かみさまのふね                                       | 10月6日        |
| ぼうけんのしょ その14 | あのみせおてがみ                                     | 10月13日       |
| ぼうけんのしょ その15 | しんじるこころすなおに                               | 10月20日       |
| ぼうけんのしょ その16 | アラハビカの新名所                                   | 10月27日       |
| ぼうけんのしょ その17 | すてきなこと                                         | 11月3日        |
| ぼうけんのしょ その18 | おべんとうセンス                                     | 11月10日       |
| ぼうけんのしょ その19 | あぶない○○○しゅっせ                                  | 11月17日       |
| ぼうけんのしょ その20 | だいじなことイイモデードの生態                       | 11月24日       |
| ぼうけんのしょ その21 | 総裁つよい                                           | 12月1日        |
| ぼうけんのしょ その22 | もてなしみつめるものおみやげザン大陸へ               | 12月8日        |
| ぼうけんのしょ その23 | だいそうじょうたたかいのおわり                       | 12月15日       |
| ぼうけんのしょ その24 | しんじつあらたなぼうけんのはじまりでんせつのはじまり | 12月22日       |

## Webラジオ
『魔法陣グルグルナビゲーション グルナビ！』は、2017年7月10日から2018年1月8日まで音泉にて毎週月曜に配信された番組（全26回）。パーソナリティはニケ役の石上静香とククリ役の小原好美。第3回からはキタキタおやじ役の小西克幸が、リスナーからのしょーもない悩みや相談をキタキタ踊りで解決するというコーナーが設けられた。第6回からはその回にゲスト出演であったジュジュ役の大地葉が兼ね役のサッパリ妖精役として、いつもは言うことのできないリスナーの心に秘めた思い「心の叫び」を代わって叫ぶ、というコーナーが設けられた。
ゲスト
- ORESAMA（第4回）
- 櫻井孝宏（第5回）
- 大地葉（第6回）
- TECHNOBOYS PULCRAFT GREEN-FUND（石川智久・フジムラトヲル）＆ボンジュール鈴木（第8回）
- 日岡なつみ（第10回）
- 藤井ゆきよ（第14回）
- 衛藤ヒロユキ（第16回）
- 大西沙織（第24回）
- 飛田展男（第25回）

## 催し物
魔法陣グルグルカフェ
HARAJYUKU BOX CAFE＆SPACEにて2017年9月1日～10月1日の期間、コラボカフェが開催された。作品をイメージした空間やフードメニューや、カフェ限定キャラクターの描き下ろしグッズ販売などが行われた。
魔法陣グルグル謎解きゲーム「超越迷宮（チートダンジョン）ケラダグーバ」
あそびファクトリーの主催・企画制作によりJ-SQUARE SHINAGAWAにて2017年9月16日～18日・9月23日～24日・12月9日～10日・12月16日～17日の期間、難波御堂筋ホールにて2017年10月14日～15日・10月28日～29日の期間、東別院ホールにて2017年11月18日～19日の期間、体感型ゲームイベントが開催された。イベント開始時に明かされる「ある目的」の達成を目指し、様々なミッションや暗号を解き明かすのが目標。
また、同イベントの会場や通販サイトのamazon、謎解きゲームを取り扱うなぞともカフェや同じく時解などでは、持ち帰り型の謎解きゲームも発売。特設会場ではなく家などで解き、解答判定にウェブサイトを使用する。以下のその各タイトルと謎制作した団体。
- 魔法陣グルグル 謎ファイル ニケver「大迷宮ロクブケーイからの脱出」（謎制作・東京大学謎解き制作集団AnotherVision）
- 魔法陣グルグル 謎ファイル ククリver「マジックガール☆ククリ」（謎制作・よだかのレコード）
- 魔法陣グルグル 謎ファイル ジュジュver「かみさまのいうとおり」（謎制作・ニチョ謎）
- 魔法陣グルグル 謎ファイル キタキタおやじver「秘宝伝キタキタ」（謎制作・零狐春）
- 魔法陣グルグル 謎ファイル ギップルver「ギップルレベルアップマップ」（謎制作・ENIG- ROID）

＃アニメさんぽ 台東区「魔法陣グルグル」
一般社団法人隅田川有効活用推進協議会が隅田川を基点とした台東区の浅草および奥浅草を回遊しながら魔法陣グルグルとのコラボカードが受け取れる無料イベントを2017年9月23日～10月22日まで開催中。
魔法陣グルグル×アトレ秋葉原
アトレ秋葉原1にて2017年10月1日～10月31日の期間にコラボレーションイベントとして、ハロウィーンの仮装の描き下ろしイラストが飾られたり、館内放送と楽曲を流した他、館内の飲食店でタイアップメニューを提供したり、週替わりで特典の変わるスタンプラリーなどが行われた。2017年10月16日からはイベントスペースに「魔法陣グルグルSHOP」を出店し、ハロウィーン描き下ろしグッズを限定で販売した。
魔法陣グルグルカフェ in SWEETS PARADISE
SWEETS PARADISEにて上野ABAB店にて2017年12月28日～2018年2月15日、天王寺店にて2018年1月6日～1月31日の期間、コラボカフェが開催された。世界観をイメージしたコラボメニューや描き下ろしイラストを使用したオリジナルグッズ販売などが行われた。
【魔法陣グルグルマジカルイベント】攻略！アリアーケの迷宮
ディファ有明にて2018年1月27日に、出演声優のトークイベント＆OP・ED曲を担当したアーティストのライブイベントが開催された。声優により「アリアーケの迷宮」イベント名にだちなんだゲームコーナーや、アドリブ満載となった生アフレコなどが行われたのが前半、アーティストによるライブが後半に行われた。